# Келечи Ихеаначо
Келечи Промис Ихеаначо (енгл. Kelechi Promise Ịheanachọ; Имо, 3. октобар 1996) професионални је нигеријски фудбалер који игра на позицији нападача и тренутно наступа за Лестер Сити и репрезентацију Нигерије.

## Клупска каријера
Омладинску каријеру почео је у академији Таје у граду Оверију. Дана 10. јануара 2015. године се придружио академији Манчестер Ситија, а наредне сезоне је заиграо за професионални тим. Дебитовао је 29. августа против Вотфорда. Први гол за Манчестер Сити постигао је против Кристал Паласа у наредном колу. Свој први хет-трик забележио је у ФА купу против Астон Виле када је такође забележио и асистенцију за четврти гол.
Дана 3. августа 2017. је потписао уговор са Лестером, а већ осам дана касније је дебитовао у дресу новог клуба и то против Арсенала. Свој први гол је постигао је против Лидса у Лига купу. Први хет-трик за Лестер је постигао против Шефилд јунатеда 14. марта 2021. године.

## Репрезентативна каријера
Након што је одиграо бројне утакмице у млађим селекцијама Нигерије, за сениорски тим је дебитовао против Есватинија. Први гол је постигао против Малија.

## Трофеји

### Клупски
Манчестер сити
- Лига куп Енглеске (1) : 2015/16.

Лестер Сити
- ФА куп (1) : 2020/21.
- ФА комјунити шилд (1) : 2021.
- Чемпионшип (1) : 2023/24.

### Репрезентативни
Нигерија до 17
- Светско првенство до 17 (1) : 2013.